# Roc-A-Fella Records
A Roc-A-Fella Records foi uma gravadora americana de hip hop/rap. Ela foi co-fundada em 1996 na cidade de Nova York pelo magnata do hip hop Damon Dash, Kareem "Biggs" Burke e Shawn "Jay-Z" Carter. O selo pertence a Universal Music Group. 

## História
A fundação do selo ocorreu em 1995, começando como uma saída independente para o primeiro álbum do rapper Jay-Z. Depois de ser rejeitado por várias grandes gravadoras, Carter, Dash e Burke começaram sua própria gravadora através da Priority Records, usando o dinheiro dos videoclipes fornecidos pela Payday Records, devido ao seu único contrato.
Assim, lançaram o seu primeiro álbum, Reasonable Doubt.
Apesar de Reasonable Doubt não ter sido um grande sucesso comercial, foi altamente elogiado pela crítica, e ajudou a alavancar a popularidade de Jay-Z. A primeira lista consistia em Jay-Z, Sauce Money e Memphis Bleek, o antigo amigo Jaz-O, do duo Da Ranjahz, e os produtores DJ Ski e DJ Clark Kent também se afiliaram.
O próximo lançamento do selo foi o segundo álbum de Carter, In My Lifetime, Vol. 1, em 1997, e em 1998 ocorreu um aumento na atividade com o lançamento de Streets Is Watching Soundtrack, Coming of Age de Memphis Bleek e Vol. 2... Hard Knock Life. Vol. 2 foi o primeiro álbum de platina de Jay-Z como também o de maior venda, ajudando a assegurar um futuro para a gravadora.
Neste tempo, Sauce Money tinha sinalizado que tinha prioridade de lançar seu álbum, Jaz-O estava se envolvendo mais com sua própria gravadora e Da Ranjahz tinha se separado da gravadora, como também Ski e Clark Kent. Em seus lugares uma nova equipe foi criada, consistindo de  Amil e Beanie Sigel. Em 1999, Jay-Z se embrenhou e (em menor grau) passou o resto do tempo em uma luta verbal com o rapper Nas, que durou até 2002.

## Artistas da Roc-A-Fella
- Jay-Z (CEO)
- Beanie Sigel
- Jadakiss
- DJ Clue
- Kanye West
- Tru-Life
- Young Gunz
- Memphis Bleek
- K Kole
- Kylie Minogue
- Grimes